# روباه پرنده خوش‌نگار
روباه پرنده خوش‌نگار (نام علمی: Pteropus ornatus) نام یک گونه از سرده روباه پرنده است.